# Microrregión de Tomé-Açu
La microrregión de Tomé-Açu es una de las microrregiones del estado brasileño del Pará perteneciente a la mesorregión Nordeste Paraense. Su población fue estimada en 2006 por el IBGE en 255.936 habitantes y está dividida en cinco municipios. Posee un área total de 23.704,079 km².

## Municipios
- Acará
- Concórdia del Pará
- Moju
- Tailândia
- Tomé-Açu

- Datos: Q2548187